# Thirst (album)
Pour les articles homonymes, voir Thirst (homonymie).
Albums de Tankard
The Beauty and the Beer
(2006)
Thirst est le treizième et dernier album studio en date du groupe de thrash metal allemand Tankard. L'album est sorti le 19 décembre 2008 sous le label AFM Records.
L'album est également sorti en édition limitée. Cette version contient en plus un DVD.

## Musiciens
- Andreas "Gerre" Geremia - chant
- Andy Gutjahr - guitare
- Frank Thorwarth - basse
- Olaf Zissel - batterie

## Liste des morceaux
1. Octane Warriors 5:07
2. Deposit Pirates 5:13
3. Stay Thirsty! 4:39
4. Hyperthermia 3:47
5. Echoes of Fear 3:59
6. When Daddy Comes to Play 5:34
7. Zodiac Man 4:28
8. G.A.L.O.W. 3:50
9. Myevilfart 3:50
10. Sexy Feet Under 6:12